# Balbisia stitchkinii
Balbisia stitchkinii es un género de plantas con flores  descrita por primera vez por Mario Héctor Ricardi Salinas. Balbisia stitchkinii pertenece al género Balbisia, y a la familia Vivianiaceae. Se encuentra distribuido por Chile a altitudes promedio entre 3200 a 3600 metros (10 498,7 a 11 811 pies).

## Distribución
La mayoría de las especies Balbisia se ven muy extendidas en su área de distribución, especialmente Baccharis salicifolia. Por su parte, B. stitchkinii exhibe patrones de distribución ecológicas muy restringidos con localización en las laderas más xéricas orientadas al noreste, donde suele ser la especie dominante y rodeado por subarbustos semileñosos.
B. stitchkinii muestra una distribución estomática tipo hipostomática el cual se correlaciona con la morfología del mesófilo bifacial.